# クリスティー・マーシャル
クリスティー・マーシャル（Kirstie Marshall、1969年4月21日 - ）は、オーストラリアの女性エアリアルスキー選手、労働党の政治家。

## 経歴
メルボルンで生まれ、4歳からスキーを始める。1987年にフリースタイルスキーのチームに所属。
1990年にフリースタイルスキー・ワールドカップ初勝利。1992年に6勝を挙げ世界チャンピオンとなる。同年アルベールビルオリンピックで公開競技として行われたエアリアルに出場し7位。
1994年、リレハンメルオリンピックでオーストラリア選手団の旗手を務め、6位入賞を果たす。
1998年、長野オリンピックに出場し14位。
2002年、ビクトリア州下院議員に当選。